# Phikal Bazar
Phikal Bazar – gaun wikas samiti we wschodniej części Nepalu w strefie Meći w dystrykcie Ilam. Według nepalskiego spisu powszechnego z 2001 roku liczył on 2129 gospodarstw domowych i 10060 mieszkańców (4955 kobiet i 5105 mężczyzn).